# Aluniș (okręg Ardżesz)
Aluniș – wieś w Rumunii, w okręgu Ardżesz, w gminie Mioarele. W 2011 roku pozostawała niezamieszkana.